# Libro di Noè
Il Libro di Noè è un apocrifo dell'Antico Testamento, scritto originariamente in greco verso l'inizio del II secolo a.C. in ambiente giudaico. 
Menzionato come testo autonomo in altri testi apocrifi, oggi è andato perduto nella sua redazione integrale. Alcuni passi però sono parzialmente confluiti in 1 Enoch. Inoltre ne sono stati ritrovati frammenti tra i manoscritti non biblici di Qumran.
Conteneva particolari circa la caduta degli angeli, il diluvio universale e la nascita di Noè.